# Magatzems Nadal
Els Magatzems Nadal eren un conjunt d'edificis situats als carrers de les Tàpies, 6 i Nou de la Rambla, 72-80 i 82-86 del Raval de Barcelona, del que es conserva el primer, catalogat com a bé cultural d'interès local arran de la MPEP del Patrimoni Arquitectònic Històrico-Artístic al districte de Ciutat Vella, per a incorporar el Patrimoni Industrial del Raval (Fàbriques i Cases Fàbrica). Actualment, l'edifici és de propietat municipal i acull l'escola-taller «Can Xatarra».

## Història
El 1782, l'hortolà Salvador Genovart i Baltasar, la seva dona Madrona Bertran i el seu fill Salvador Genovart i Bertran van vendre a l'adroguer Antoni Nadal i de Casanovas un hort a l'horta de Sant Pau del Camp per 2.500 lliures. El 1788, el seu fill Antoni Nadal i Darrer, comerciant, va ampliar la propietat adquirint a l'hortolà Francesc Gusí una porció de 15.742'5 pams quadrats del seu hort al carrer Nou de la Rambla per poc més de 5.500 lliures, on el 1797 faria edificar un bloc d'habitatges fent cantonada al carrer de l'Estrella, segons el projecte del mestre de cases Joan Fàbregas i Rabassa. El 1791, va adquirir al comerciant Jaume Pujol i Pujol un terreny (que incloïa un tram del carreró desafectat) a l'altra banda del carrer per 5.000 lliures, on el 1794 faria construir un altre bloc d'habitatges segons el projecte del mateix autor.
El 1802 va començar la urbanització del carrer de les Tàpies, on es van construir les fàbriques dels germans Santaló (núm. 8) i de Manuel Torruella (núm. 10) en terrents establerts en emfiteusi per Francesc Rodés), i en el seu propi terreny, Antoni Nadal feu construir dos magatzems a banda i banda (núm. 5 i 6): «en lo qual hort habentse novament obert un Carrer, atravessantlo de orient a ponent, ha construhit Dn Anton Nadal y Darrer dos grans Magatsems, lo un a la part de mig dia y lo altre a la part de tremontana del dit nou Carrer; y amés, habent Dn Anton Nadal edificat nou casas en lo hort que a la part de mitg dia del dit comprà a Francesc Gusí, quals casa afrontan per mitg dia ab lo carrer novament construhit nomenat del Conde del Asalto, comprenen las mateixas casas per la part de detrás algun poch del terreno del dit Hort que fou de Genovart no sols existeixen los dos Magatsems sí que ne ocupan part a la de mitg dia de las ditas casas que Nadal allí contiguas te en lo carrer del Conde del Asalto»
A la mort d'Antoni Nadal i Darrer el 1819, la propietat va ser heretada pel seu fill Antoni Nadal i Vicent, que al llarg del temps, llogà els magatzems a diversos industrials, i així, el 1829 hi havien les fàbriques de filats i teixits de cotó de Pau Muntadas i Maties Muntadas i Fill, així com les de Josep Fort i Cia i Francesc Coromines. També s'hi organitzaven balls, organitzats primer per la Junta de Comerç, i posteriorment per la Casa de la Caritat, per la qual cosa serien coneguts com «la Patacada». Antoni Nadal i Vicent morí el 1846, llegant els edificis del carrer de les Tàpies a la seva neboda Rosa Nadal i Dodero, i els del carrer Nou de la Rambla a la seva germana Maria (vídua del corredor reial de canvis Gaietà Galup i Gatell) i a Antoni Artós i Aldabert i Ramon Ortells i Aldabert.
El 1863 hi havia al núm. 6 la fàbrica de paper pintat de Joan Perera i Cau. El 1880, s'hi va instal·lar el taller de maquinària de Gaspar Quintana i Garí i el seu fill Gaspar Quintana i González (Gaspar Quintana i Fill), que van demanar permís per a instal·lar una màquina de vapor de 2 CV i dues fargues, traslladades des del carrer de Sant Pau, 46 cantonada amb el de Mendizábal (actualment Junta de Comerç), 25, on deixaren el despatx. El 1881, Quintana va llogar la totalitat de l'edifici per a rehabilitar-lo i va demanar permís per a instal·lar-hi una farga doble anb una xemeneia de 21 m d'alçada. Després de la seva mort, la vídua Rosa González s'hi va incorporar al negoci sota la raó social Vídua i Fills de Gaspar Quintana. Posteriorment, hi hagué el magatzem de l'empresa Riva i Garcia, dedicada al comerç internacional del cotó, l'arxiu de la qual va ser rescatat i dipositat al Museu d'Història de Barcelona el 1983. En aquesta època, la crugia més occidental, utilitzada com a sortida d'emergència del Saló Diana, fou enderrocada per a permetre l'enllaç entre els carrers de la Riereta i de l'Estrella.
El 1851, el núm. 5 fou establert en emfiteusi per Rosa Nadal i Dodero als comerciants francesos Émile Bardou i Emmanuel Asseline (Bardou et Asseline), i el 1860, va ser adquirit pels fabricants de perfums de París Cristòfor Renaud i Cecília Germain (Renaud-Germain), que posteriorment traslladaren la fàbrica al carrer Nou de la Rambla, 103-105, mantenint els tallers i el despatx al carrer de les Tàpies. Renaud va morir l'octubre del 1897, i l'empresa continuà com Portabella i P. Germain, Successors de Renaud-Germain, que al cap d'uns anys traslladà la fàbrica a la Carretera de Sants. El març del 1936 hi va obrir el cabaret Barcelona de noche de la mà de José Márquez Soria, conegut com a Pepe el de la Criolla. Afectat pel PERI del Raval, tancà les portes el 16 de setembre del 1990, i aleshores, l'edifici, juntament amb el del carrer Nou de la Rambla, 72-80, fou enderrocat per a construir-hi una comissaria de policia i una residència d'estudiants.
El 2005, els edificis dels carrers Nou de la Rambla, 82-86 i de les Tàpies, 7 foren enderrocats per a construir-hi la nova seu del Conservatori del Liceu, per la qual cosa s'hi efectuaren dos sondejos arqueològics. S'hi documentà un estrat d'època prehistòrica (amb dues possibles fases d'ocupació, una del Bronze inicial i una altra del Neolític) amb ceràmica a mà i restes d'indústria lítica. També s'hi documentà un estrat d'època romana amb restes ceràmiques, que havia estat localitzat en altres zones pròximes, a vegades relacionat amb tombes retallades al subsòl.

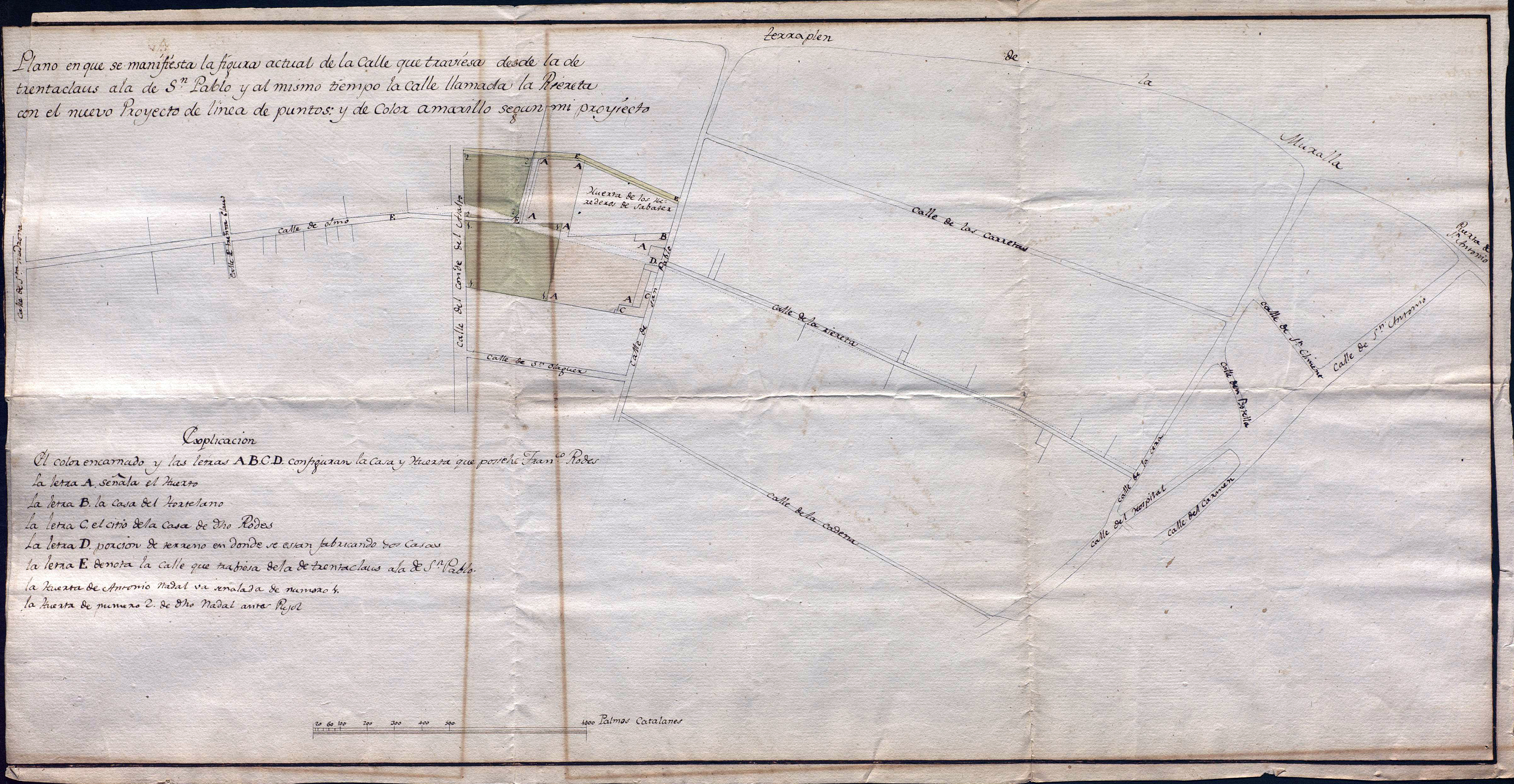
1. Hort d'Antoni Nadal
2. Hort de Nadal, abans de Pujol (1792)

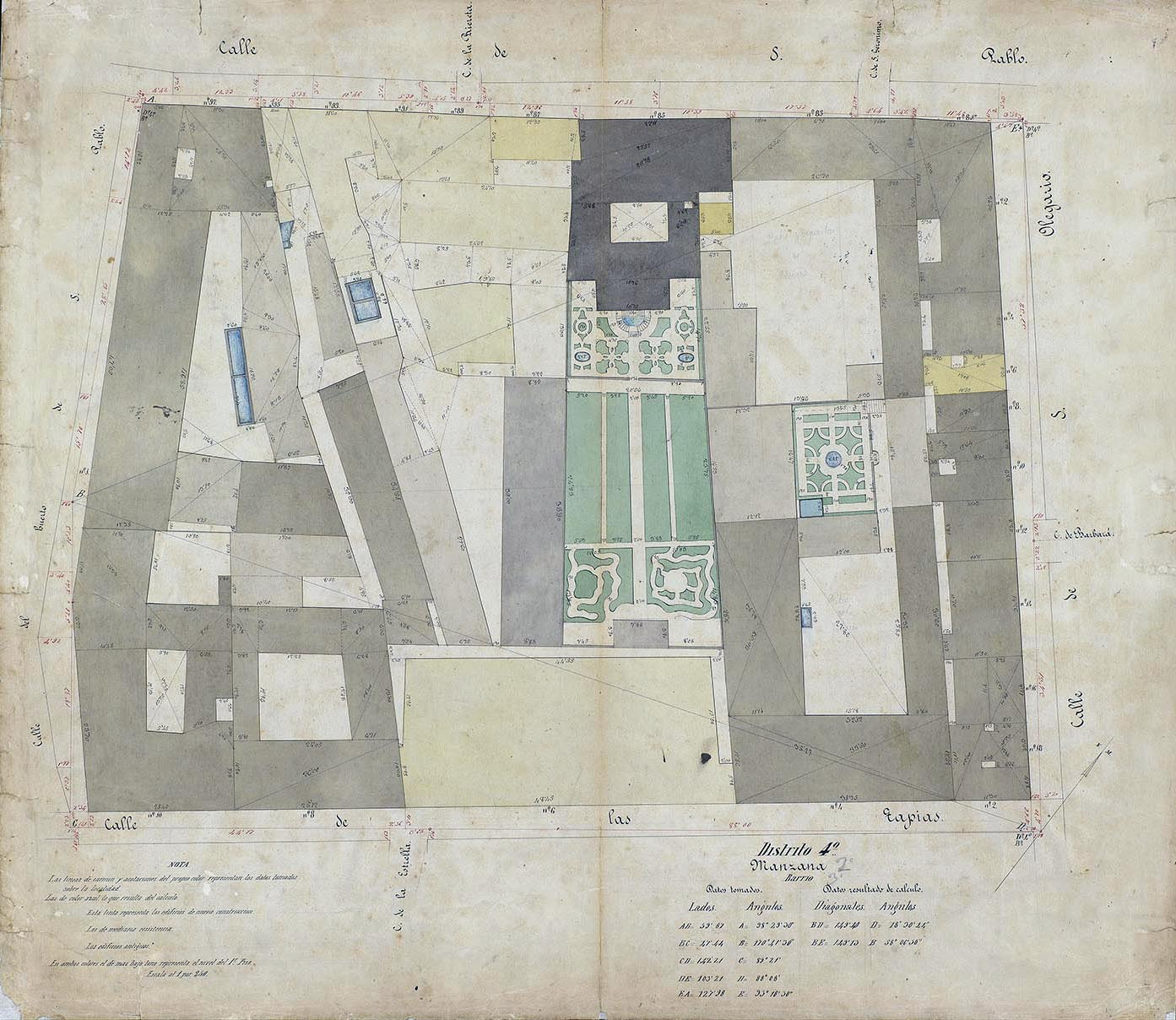
Quarteró núm. 89 de Garriga i Roca (c. 1860)

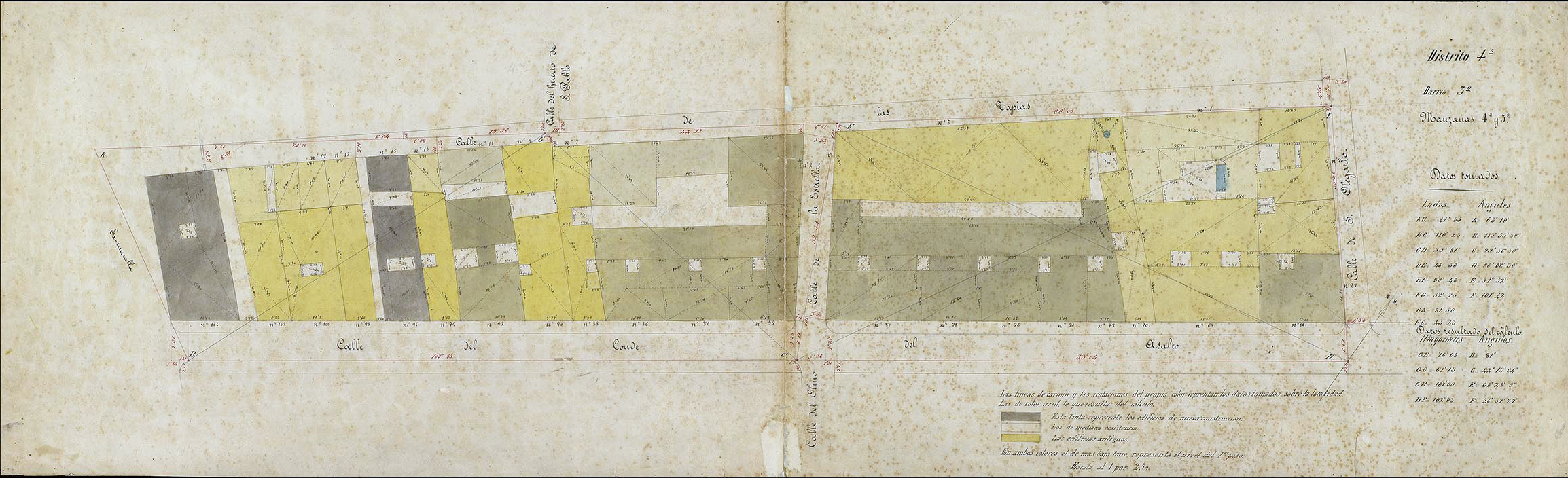
Quarteró núm. 91 de Garriga i Roca (c. 1860)